# Federação Galega de Futebol
A Federação Galega de Futebol (FGF) (em galego:  Federación Galega de Fútbol) é o órgão dirigente do futebol na Galiza. A FGF organiza o Grupo 1 da Quarta Divisão Espanhola, com a ajuda da Real Federação Espanhola de Futebol (RFEF), como parte do sistema do Campeonato Espanhol de Futebol. Também organiza diferentes competições de categorias inferiores. A FGF foi fundada em 1909 e tem sua sede na Corunha.

## Competições
A FGF organiza as seguintes competições:
- Quarta Divisão Espanhola - Grupo 1
- Preferente Autonómica
- Primeira Autonómica da Galiza
- Segunda Autonómica da Galiza
- Terceira Autonómica da Galiza
- Fase Autonómica Galega da Copa Real Federação Espanhola de Futebol

Para além disso, no passado também organizou as seguintes competições:
- Campeonato da Galiza (1913-1940)
- Copa Galícia (1936-1989)
- Copa Federação Galega de Futebol (1947-1962)
- Copa Galiza (2008-2009)
- Campeonato Galego de Aficionados (1931-1987)

## Presidentes
| - 1909-1910: Manuel Bárcena de Andrés Franco - 1910-1913: Antonio Conde Castilla - 1913-1916: Manuel Hidalgo - 1916-1917: José Sobrino Gómez - 1917-1918: Luis Miranda - 1919-1919: Enrique Alcaraz - 1919-1920: Matías González Rodríguez - 1920-1921: Basilio Poncet Sánchez - 1921-1921: Enrique Bantle - 1921-1922: José Lago Goberna - 1922-1922: Manuel de Castro González - 1922-1923: Camilo Bernárdez - 1923-1924: Basilio Poncet Sánchez - 1924-1925: Manuel Garabatos - 1925-1926: Francisco Bustelo - 1926-1927: Ricardo Mella Serrano |  | - 1927-1928: Federico Fernández Sar - 1928-1929: Juan Baliño Ledo - 1929-1931: José Grobas Lago - 1931-1932: Ubaldo Landín del Valle - 1932-1933: Arturo Carrillo - 1933-1935: Manuel Domínguez - 1935-1941: Cesáreo González Rodríguez - 1941-1959: Federico Fernández Sar - 1959-1975: Cristino Álvarez Hernández - 1975-1988: Alejandro Guillén Mandriñán - 1988-1992: Basilio Caramés Mato - 1992-2007: Julio Meana Álvarez - 2007-2010: Carlos Meana Pereiro - 2010-2011: Julio Meana Álvarez - 2011-2014: José García Liñares - Desde 2014: Rafael Louzán Abal |  |  |